# The Ink Spots
The Ink Spots – popularny w Stanach Zjednoczonych w latach 30. XX wieku zespół muzyczny składający się z czarnoskórych muzyków. Grupa pomogła zdefiniować charakterystyczny gatunek muzyczny, z którego wyewoluowały takie style jak rhythm and blues (zwłaszcza doo wop) oraz rock and roll. Zespół The Ink Spots został założony w Indianapolis, w roku 1931, a działalność zakończył w 1954. Ich twórczość wraz z dorobkiem innego popularnego w latach 40. zespołu, The Mills Brothers, zdobyła dużą akceptację wśród białych Amerykanów. W 1989 grupa została wprowadzona do Rock and Roll Hall of Fame.
Grupa w roku 1997 zdobyła sporą popularność wśród graczy komputerowych dzięki wykorzystaniu utworów w sekwencjach wprowadzających do gier z serii Fallout: Maybe w pierwszej części gry i I Don't Want To Set The World On Fire w Fallout 3, a także w grze Fallout 4 w stacji radiowej Diamond City Radio.
Oprócz tego kilka utworów zespołu zostało wykorzystanych w grze BioShock oraz jej sequelu.
Również utwór If I Didn't Care został wykorzystany w filmie Skazani na Shawshank.